# Jesenice, Slovenia
Jesenice là một khu tự quản (tiếng Slovenia: občine, số ít – občina) trong vùng Gorenjska của Slovenia. Jesenice có diện tích 75.8 km2, dân số là theo điều tra ngày 31 tháng 3 năm 2002 là 21620 người. Thủ phủ khu tự quản Jesenice đóng tại Jesenice.